# Мери Џо Кетлет
Мери Џо Кетлет (енгл. Mary Jo Catlett; Денвер, 2. септембар 1938) је америчка филмска, сценска, гласовна и телевизијска глумица. Позната је по улози кућне помоћнице Перл Галагер у телевизијској ситком серији Diff'rent Strokes и по томе што је дала глас госпођи Пуфни у анимираној серији Сунђер Боб Коцкалоне.

## Рани живот
Кетлет је рођена у Денверу, у Колораду, 2. септембра 1938. године, као ћерка Корнелије М. (рођена Калаган) и Роберта Џеј Кетлета. Она има сестру, Патришу Мари, која је часна сестра Доминиканског реда. Кетлетова је католкиња.

## Награде
Године 2001. Кетлетова је била номинована за награду Ени за свој глас госпође Пуфне, пласиравши се у категорију „најбоља глумачка улога женског извођача у анимираној продукцији“. Том Кени је такође био номинован на истој церемонији, чиме су Кетлетова и Кени постали прва два члана екипе Сунђер Боба који су номиновани за ову награду.